# Sulfonate d'alkyle
Les sulfonates d'alkyle sont des alcanes à diester sulfonique de formule générale R-SO2-O-R'. Ils sont utilisés comme agents alkylants antinéoplasiques dans le traitement du cancer.